# Those Who Are About to Die Salute You
Those Who Are About to Die Salute You - Morituri Te Salutant je debutovým albem skupiny Colosseum, vydaným v roce 1969 na značce Fontana. Je jedním z průkopnických alb stylu jazz fusion. Název je překladem latinské fráze morituri te salutant (jdoucí na smrt tě zdraví), což byl podle lidové pověsti pozdrav, kterým gladiátoři zdravili císaře před začátkem zápasu.
Album dosáhlo v UK Albums Chart pozice č. 15.

## Seznam stop UK vydání
1. "Walking in the Park" (Bond) – 3:51
2. "Plenty Hard Luck" (Greenslade/Heckstall-Smith/Hiseman/Litherland/Reeves) – 4:23
3. "Mandarin" (Reeves/Greenslade) – 4:27
4. "Debut" (Greenslade/Heckstall-Smith/Hiseman/Reeves) – 6:20
5. "Beware the Ides of March" (Greenslade/Heckstall-Smith/Hiseman/Reeves) – 5:34
6. "The Road She Walked Before" (Heckstall-Smith) – 2:39
7. "Backwater Blues" (Leadbelly) – 7:35
8. "Those About to Die" (Greenslade/Heckstall-Smith/Hiseman/Reeves) – 4:49

## Seznam stop US vydání
Ve Spojených státech bylo album vydáno v červenci 1969 na značce Dunhill, s jiným pořadím skladeb a jiným obalem.
1. "The Kettle" - 4:15
2. "Plenty Hard Luck" - 4:20
3. "Debut" - 6:13
4. "Those Who Are About to Die, Salute You - 4:47
5. "Valentyne Suite" - 15:18
  1. "Valentyne Suite Theme One: January's Search" (Greenslade/Hiseman)
  2. "Valentyne Suite Theme Two: February's Valentyne" (Greenslade/Hiseman)
  3. "Valentyne Suite Theme Three: Beware the Ides Of March" (Heckstall-Smith/Hiseman)
6. "Walking in the Park" - 3:49

## Obsazení
- Dave Greenslade - varhany, vibrafon, piano, doprovodný zpěv na "The Road She Walked Before"
- Dick Heckstall-Smith - saxofony
- Jon Hiseman - bicí
- James Litherland - kytara(kromě "Backwater "Blues"), sólový zpěv
- Tony Reeves - baskytara
- Henry Lowther - trumpeta na "Walking in the Park"
- Jim Roche - kytara na "Backwater Blues"